# فيليكس رولاند موميه
فيليكس رولاند موميه (1 نوفمبر 1925 - 3 نوفمبر 1960) (بالفرنسية: Félix-Roland Moumié)‏ هو طبيب وسياسي كاميروني، يعتبر زعيم الاتحاد الشعوب الكاميرون، ومفجر الثورة الاشتراكية في عمق القارة الإفريقية.
اغتيل بتاريخ 3 نوفمبر 1960 بجنيف السويسرية على يد أحد عناصر المخابرات الفرنسية، المندس له في هيئة صحفي أمريكي مزيف اسمه “ويليام جيشيل”، متظاهرا بإعجابه بأفكار الثوري الإفريقي، حيث عزمه على تناول وجبة خفيفة معا في أحد الفنادق السويسرية الفخمة، واغتنم الفرصة لتبادل وجهات النظر في قضايا التحرر عبر العالم، وفي خضم ذلك الحديث تمكن عون “السديك-SDECE” (المخابرات الفرنسية) من دس السم له من نوع “الثاليوم”، الذي لا ينفع معه أي تدخل علاجي عاجل وكانت بذلك وفاته.

## روابط خارجية
- فيليكس رولاند موميه على موقع الموسوعة البريطانية (الإنجليزية)
- فيليكس رولاند موميه على موقع مونزينجر (الألمانية)

- "Cameroun: Il faut tuer l’UPC et Félix Moumié", from ماريان (مجلة) magazine, March 30, 2005
- "France's Dirty War in Cameroon: The Assassination of Félix-Roland Moumié" from Scribbles from the Den